# Ben Kovac
Ben Pedro Ladislav Kovac (* 22. Februar 2000 in Esch) ist ein luxemburgisch-slowakischer Basketballspieler.

## Werdegang
Der Sohn slowakischer Eltern spielte mit 16 Jahren erstmals für Basket Esch in der ersten Liga Luxemburgs. 2020 wurde er luxemburgischer Meister und wechselte anschließend zu den Den Helder Suns in die Niederlande. Nachdem er seine erste Saison in Den Helder beendet hatte, ging Kovac im Mai 2021 nach Esch zurück. Hernach spielte er abermals in Den Helder.
2023 und 2024 gewann er mit BK Patrioti Levice jeweils den slowakischen Meistertitel. In Levice wurde er Mannschaftskapitän und nahm am europäischen Wettbewerb FIBA Europe Cup teil. Im Sommer 2024 wechselte er zum französischen Drittligaverein BesAC Basket nach Besançon. Nach einer überzeugenden Saison 2024/25 in der dritthöchsten Spielklasse Frankreichs nahm Kovac in der Sommerpause 2025 ein Angebot des Zweitligisten ALM Évreux an.

### Nationalmannschaft
Kovac bestritt Länderspiele für die luxemburgische Jugendnationalmannschaft in den Altersklassen U16, U18 sowie U20 und wurde ebenfalls A-Nationalspieler.

### Sonstiges
Seine 2012 verstorbene Mutter Dana Kovacova war Basketballspielerin im Leistungsbereich, der ehemalige tschechoslowakische Nationalspieler Peter Rajniak war sein Patenonkel.